# 王亚辉
王亚辉（1929年11月—1999年），男，四川自贡人，中国细胞生物学家，曾任中国科学院上海细胞生物学研究所所长，第七、八、九届全国政协委员。